# Commelineae
Commelineae es una tribu de plantas con flores perteneciente a la familia Commelinaceae. El género tipo es: Commelina L. Contiene los siguientes géneros.

## Géneros
- Athyrocarpus Schltdl. ex Benth. = Commelina L.
- Commelina L.
- Commelinopsis Pichon = Commelina L.
- Dictyospermum Wight
- Phaeosphaerion Hassk. = Commelina L.
- Pseudoparis H. Perrier
- Tapheocarpa Conran
- Tricarpelema J. K. Morton